# Frades (Póvoa de Lanhoso)
Frades is een plaats (freguesia) in de Portugese gemeente Póvoa de Lanhoso en telt 318 inwoners (2001).

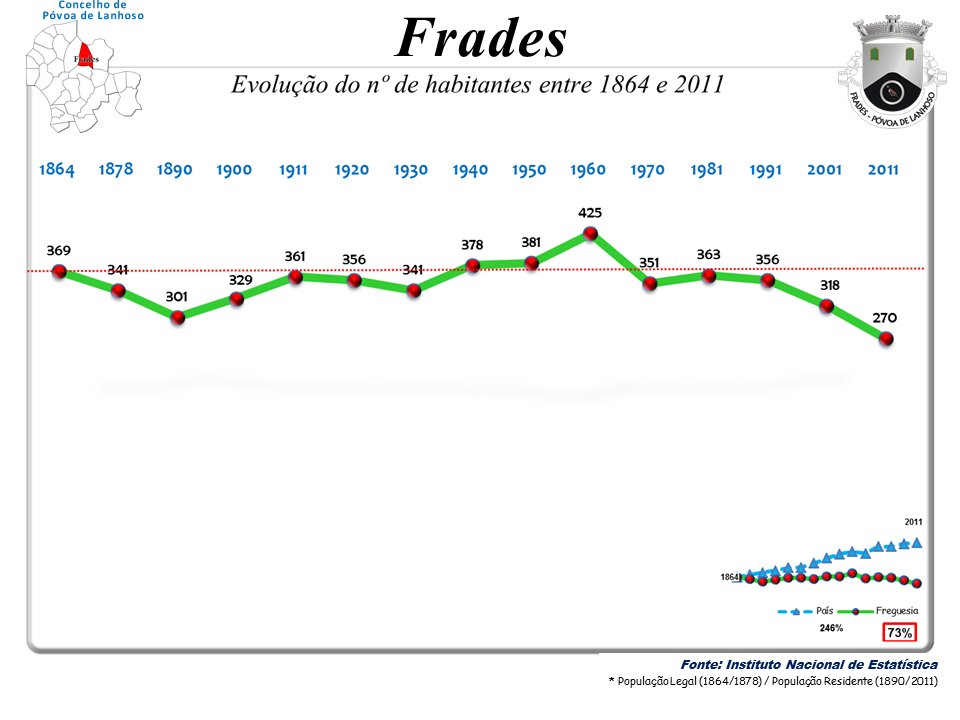
Bevolkingsontwikkeling tussen 1864 en 2011